# نيرو (فلم 1922)
نيرو هو فيلم أبيض وأسود تاريخي صامت أمريكي إيطالي صدر عام 1922 من إخراج ج. جوردون إدواردز وبطولة جاك جريتيلات وساندرو سالفيني وجيدو ترينتو. يصور الفيلم حياة الإمبراطور الروماني نيرون.

## ملخص الفيلم
تتآمر بوبيا مع توليوس، الجندي المفضل لدى الإمبراطور، لحملها على ما يبدو ضد رغبتها إلى بلاط نيرون، حيث تتأكد من أنها تستطيع أن تجعله عبدًا لها. وفي مقابل دوره في المؤامرة، يطلب توليوس أن يصبح حاكمًا لقبرص. يحتج زوج بوبيا دون جدوى، ويرفض اتباع اقتراح نيرون بأن يقتل نفسه، وينضم إلى الجيوش خارج روما. يقع الجندي الشاب هوراشيوس في حبها أثناء مرافقته للأميرة مارسيا رهينة نيرون، إلى وجهته يذهب إلى إسبانيا، وعندما يعود منتصرًا، يعرض عليه نيرون أي شيء يطلبه في مقابل شجاعته. يطلب هوراشيوس الأميرة البربرية الجميلة فقط ويفي نيرون بوعده. في هذه الأثناء يخطط توليوس، الذي تجاهلته بوبيا، للاستيلاء على مكانتها من خلال إحضار مارسيا أمام نيرون. يكتشف هوراشيوس أن مارسيا اعتنقت المسيحية ولن تفكر في الزواج منه ما لم يعتنق المسيحية. عندما يحاول فرض حبه عليها، تصرخ طلبًا للمساعدة ويثور جبل فيزوف، ويسقط الجندي المتحمس تحت عمود. عندما يرى نيرون مارسيا، يرغب في سحب كلمته، لكن عاصفة تنشأ ويحمل هاراكيوس مارسيا إلى بر الأمان. منزعجًا وفريسة للملل، يستمع نيرون إلى توليوس ويسمح له بإشعال النار في روما لإلهام ملهمة نيرون. عندما يكتشف الناس ما حدث، يصرخون ضد نيرون. تقترح بوبيا إخبار الناس بأن المسيحيين أشعلوا النار، ويصدق الناس المتقلبون الكذبة، مما ينقذ نيرون من غضبهم العادل. يبدأ الآن اضطهاد المسيحيين، وتكون مارسيا وعبدها من بين أولئك الذين قدر لهم أن يكونوا طعامًا للأسود. ثم يكسر الخادم الضخم فك الأسد. وفي الوقت نفسه، ثارت الجحافل ضد مضطهديها ووصلت أثناء العرض في الساحة. يفر نيرون ولكن عندما لم يتمكن من الهرب انتحر. تموت بوبيا التي ركلها نيرون بوحشية، بين ذراعي زوجها المخدوع. يتم إعلان والد هوراشيوس جالبا إمبراطورًا، ويعتنق هوراشيوس المسيحية من أجل نهاية سعيدة.

## طاقم التمثيل
- جاك جريتيلات بدور نيرو
- ساندرو سالفيني بدور هوراثيوس
- جويدو ترينتو بدور توليوس
- إنزو دي فيليس بدور أوثو
- نيريو برناردي بدور الرسول
- أدولفو تروشي بدور هرقل
- نيللو كاروتينوتو بدور جالبا
- أميريكو دي جيورجيو بدور غراكوس
- ألفريدو جالوار بدور جارث
- إرناندو سيسيليا كجنرال روماني
- إنريكو كانت بدور الكابتن الروماني
- بوليت دوفال بدور بوبيا
- إيدي داركليا بدور آكت
- فيوليت ميرسيرو بدور مارسيا
- لينا تالبا بدور جوليا
- ليديا ياجينتو كخادمة أولى
- ماريا مارشيالي بصفتها خادمة ثانية

## روابط خارجية
- نيرو  في قاعدة بيانات الأفلام على الإنترنت (بالإنجليزية)